# خودگرایی روان‌شناختی
خودگرایی روان‌شناختی (به انگلیسی: Psychological Egoism) به این امر اشاره دارد که انسان‌ها معمولاً از طریق انگیزه‌های درونی خود برانگیخته می‌شوند. حتی اگر این اعمال چهره‌ای بشردوستانه هم داشته باشند، باز هم برای رضایت فردی خود شخص انجام می‌گیرند. این نظریه مدعی است که کمک افراد به دیگران در نهایت برای نفع و لذت شخصی است. بسیاری از ابعاد این نظریه غیرهنجاری است زیرا تنها مدعی توصیف چگونگی است و به «چگونه باید بودن» پدیده‌ها و بالقوه کردن حرف‌ها کاری ندارد. اما به هر صورت این مبحث با دیگر شاخه‌های خودگرایی مانند خودگرایی اخلاقی و خودگرایی عقلایی مرتبط می‌شود و گاه بسیاری از نیت‌های پنهانی بشر را توصیف می‌کند.
والاترین جنبه خودگرایی روان‌شناختی، لذت‌باوری روانشناختی است که همانند تئوری خودپرستی، ادعا می‌کند پسآمد نهایی عملی که بشریت به صورت داوطلبانه انجام می‌دهد، برای جستجوی لذت و دوری از درد و رنج است. اما اختلاف پنهان این دو مبحث در این است که یکی به خود-انگیختگی بدون تفکر به تمام جنبه‌های سودجویانه کارها توجه دارد و دیگری بر لذت جویی مطلق.
خودگرایی روان‌شناختی دارای وجوه متناقضی است. بعضی از طرفداران آن مانند جرمی بنتام آن را انعکاسی از رفتار پنهانی و نیت انسانی که بنا بر تجربه گرایی فاش شده‌است، می‌دانند و در مقابل تئوریهایی مانند تئوری تحول رفتار انسانی را پیچیده تر از آن می‌داند که تنها با  در نظر گرفتن پسآمدهای منفعت‌طلبانه یا لذت جویانه مرتبط گردد.

## بخشایش و توجیه خودپرستان
در نگاه اول خودگرایی روان‌شناختی را می‌توان کاملاً غیر عقلایی پنداشت زیرا بسیاری از اعمال بشر که کاملاً معمول و واضح اند ذیل تعریفی که خودگرایی از انگیختگی ارائه می‌دهد، قرار نمی‌گیرند (مانند فداکاری، از خودگذشتگی، خدمات رایگان و..). دیوید هیوم زمانی نوشت: کدام رمز نهانی در وجود مادران می‌تواند اشتیاق به قربانی شدن برای فرزند را ایجاد کند ؟ یا حزن و اندوهی که پس از مرگ فرزند بر وجود او پیش خواهد آمد و او را به سوی مرگ سوق خواهد داد ؟ (۱۷۵۱). براساس همین گفته‌ها نمی‌توان گفت که «رفتار مادرانه» یا فداکاری و از جان گذشتگی و امثال اینها، ذیل تعریف خودگرایی روانشناختی قرار گیرند اما به صورتی دیگر می‌توان توجیه کرد که افکاری که بشر را مجبور به انجام این کارها می‌کنند ممکن است تفکراتی مانند پاداش اخروی، احترام یا آبرو یا انتظار پاداش و ترس از تنبیه باشند.